# Aneta Hladíková
Aneta Hladíková (Městec Králové, 30 d'agost de 1984) és una esportista txeca que competeix en ciclisme en la modalitat de BMX, guanyadora d'una medalla de plata en el Campionat del món de BMX de 2007 i quatre medalles en el Campionat d'Europa de BMX entre els anys 2005 i 2012.
Als Jocs Europeus de Bakú de 2015 va obtenir una medalla de bronze en la cursa femenina.

## Palmarès internacional
- 2015
  - Medalla de Bronze als Jocs Europeus en BMX